# Дресва
Дре́сва (рос. Дресва) — присілок у складі Орічівського району Кіровської області, Росія. Входить до складу Пустошинського сільського поселення.
Населення становить 13 осіб (2010, 31 у 2002).
Національний склад станом на 2002 рік — росіяни 100 %.